# 302国道
302国道（或“国道302线”、“G302线”）是在中国的一条国道，起点为吉林珲春，终点为内蒙古阿尔山市的国道，截至乌兰浩特市全程1028千米。
这条国道经过吉林和内蒙古2个省份。在国家公路网规划（2013年－2030年）中终点从乌兰浩特延伸至阿尔山。

## 里程表
| 城市名                       | 距起点距离 |
| 吉林省珲春市                 | 0          |
| 吉林省图们市                 | 64         |
| 吉林省延吉市                 | 110        |
| 吉林省安图县                 | 184        |
| 吉林省敦化市                 | 249        |
| 吉林省蛟河市                 | 358        |
| 吉林省吉林市                 | 466        |
| 吉林省长春市                 | 585        |
| 吉林省农安县                 | 649        |
| 吉林省前郭尔罗斯蒙古族自治县 | 740        |
| 吉林省大安市                 | 806        |
| 吉林省白城市                 | 941        |
| 内蒙古自治区乌兰浩特市       | 1028       |

## 历史
1933年满洲国国道局规划了京吉国道现代化公路，以便满足汽车运输。起自首都新京特別市东侧新规划建设的吉林大路，跨越饮马河，经一拉溪、大绥河，至吉林省省会吉林城区西关八百垄的师范学校。1933年4月11日国道局开始对京吉国道进行实地勘查。1933年6月正式开工。建设标准为“一等国道”，“路面总宽26米，其中行车道7米，有效宽度6米，车道两侧分别辟有2.5米的路基道，迤北将来拓宽之用，外侧附设边沟，最外层栽植林荫树，间距10米……设计载荷：碾压机12吨，载重汽车8吨，人员每平方米负荷500公斤”。碎石路面。1935年6月京吉国道工程竣工，全线通车。满洲国当局成立吉林交通株式会社，垄断了吉林地区的客货运行业。当局宣布京吉公路由满铁直接经营，随后满铁子公司“大连都市交通株式会社”购买了“吉林交通株式会社”，控制了城际客货运输。
1945年日本投降后，京吉公路改称长吉公路。1972年，长吉公路“砂石路面改为渣油路”。1985年9月，北侧新建成经九台县城连接吉长两市的城际公路“长吉北线”，旧路改称“长吉南线”。1997年9月9日长吉高速公路通车。